# Ueda Eidzsi
Ueda Eidzsi (上田 栄治; Hepburn: Ueda Eiji) (Tatejama, 1953. december 22.–) japán válogatott labdarúgó, később a japán női labdarúgó-válogatott szövetségi kapitánya is volt.

## Edzői statisztika
| Csapat             | Nemzet   | –tól     | –ig      | Mérkőzések | Mérkőzések | Mérkőzések | Mérkőzések | Mérkőzések |
| Csapat             | Nemzet   | –tól     | –ig      | M          | Gy         | V          | D          | Gy %       |
| ------------------ | -------- | -------- | -------- | ---------- | ---------- | ---------- | ---------- | ---------- |
| Bellmare Hiratsuka | Japán    | 1999     | 1999     | 15         | 3          | 0          | 12         | 20,0       |
| Shonan Bellmare    | Japán    | 2004     | 2006     | 74         | 20         | 24         | 30         | 27,0       |
| Összesen           | Összesen | Összesen | Összesen | 89         | 23         | 24         | 42         | 25,8       |